# NK Britof
Nogometni klub Britof (tiếng Việt: Câu lạc bộ bóng đá Britof), thường hay gọi NK Britof, là một câu lạc bộ bóng đá Slovenia đến từ Britof, được thành lập năm 1988. Hiện tại đội bóng đang thi đấu ở Upper Carniola League, cấp độ 4 của hệ thống giải bóng đá Slovenia.

## Danh hiệu
- Giải bóng đá hạng năm quốc gia Slovenia: 1

2011-12